# Tetraneura agnesii
Tetraneura agnesii är en insektsart. Tetraneura agnesii ingår i släktet Tetraneura och familjen långrörsbladlöss. Inga underarter finns listade i Catalogue of Life.